# Менештуру-Роминеск
Менештуру-Роминеск (рум. Mănășturu Românesc) — село у повіті Клуж в Румунії. Входить до складу комуни Менестірень.
Село розташоване на відстані 350 км на північний захід від Бухареста, 39 км на захід від Клуж-Напоки.

## Населення
За даними перепису населення 2002 року у селі проживали 234 особи. Усі жителі села рідною мовою назвали румунську.
Національний склад населення села:
| Національність | Кількість осіб | Відсоток |
| -------------- | -------------- | -------- |
| румуни         | 224            | 95,7%    |
| цигани         | 10             | 4,3%     |